# Sivas
Sivas (tiếng Hy Lạp: Σεβάστεια, tiếng Armenia: Սեբաստիա là một thành phố nằm trong tỉnh Sivas của Thổ Nhĩ Kỳ. Thành phố Sivas có diện tích km2, dân số thời điểm năm 2009 là 282.984 người. Đây là thành phố lớn thứ 26 tại Thổ Nhĩ Kỳ.

## Khí hậu
| Dữ liệu khí hậu của Sivas                    | Dữ liệu khí hậu của Sivas | Dữ liệu khí hậu của Sivas | Dữ liệu khí hậu của Sivas | Dữ liệu khí hậu của Sivas | Dữ liệu khí hậu của Sivas | Dữ liệu khí hậu của Sivas | Dữ liệu khí hậu của Sivas | Dữ liệu khí hậu của Sivas | Dữ liệu khí hậu của Sivas | Dữ liệu khí hậu của Sivas | Dữ liệu khí hậu của Sivas | Dữ liệu khí hậu của Sivas | Dữ liệu khí hậu của Sivas |
| Tháng                                        | 1                         | 2                         | 3                         | 4                         | 5                         | 6                         | 7                         | 8                         | 9                         | 10                        | 11                        | 12                        | Năm                       |
| -------------------------------------------- | ------------------------- | ------------------------- | ------------------------- | ------------------------- | ------------------------- | ------------------------- | ------------------------- | ------------------------- | ------------------------- | ------------------------- | ------------------------- | ------------------------- | ------------------------- |
| Cao kỉ lục °C (°F)                           | 14.6 (58.3)               | 18.1 (64.6)               | 25.2 (77.4)               | 29.0 (84.2)               | 32.0 (89.6)               | 35.5 (95.9)               | 40.0 (104.0)              | 39.9 (103.8)              | 36.6 (97.9)               | 30.5 (86.9)               | 24.0 (75.2)               | 19.4 (66.9)               | 40.0 (104.0)              |
| Trung bình ngày tối đa °C (°F)               | 1.7 (35.1)                | 3.5 (38.3)                | 9.5 (49.1)                | 15.9 (60.6)               | 20.7 (69.3)               | 25.1 (77.2)               | 29.0 (84.2)               | 29.7 (85.5)               | 25.5 (77.9)               | 19.3 (66.7)               | 11.2 (52.2)               | 4.2 (39.6)                | 16.3 (61.3)               |
| Trung bình ngày °C (°F)                      | −2.7 (27.1)               | −1.6 (29.1)               | 3.8 (38.8)                | 9.3 (48.7)                | 13.7 (56.7)               | 17.7 (63.9)               | 20.8 (69.4)               | 21.1 (70.0)               | 17.0 (62.6)               | 11.6 (52.9)               | 4.7 (40.5)                | −0.2 (31.6)               | 9.6 (49.3)                |
| Tối thiểu trung bình ngày °C (°F)            | −6.2 (20.8)               | −5.7 (21.7)               | −0.9 (30.4)               | 3.7 (38.7)                | 7.6 (45.7)                | 10.8 (51.4)               | 13.2 (55.8)               | 13.3 (55.9)               | 9.5 (49.1)                | 5.3 (41.5)                | −0.3 (31.5)               | −3.7 (25.3)               | 3.9 (39.0)                |
| Thấp kỉ lục °C (°F)                          | −31.2 (−24.2)             | −34.4 (−29.9)             | −27.6 (−17.7)             | −11.0 (12.2)              | −5.5 (22.1)               | −0.6 (30.9)               | 3.0 (37.4)                | 3.2 (37.8)                | −3.8 (25.2)               | −9.0 (15.8)               | −24.4 (−11.9)             | −30.2 (−22.4)             | −34.4 (−29.9)             |
| Lượng Giáng thủy trung bình mm (inches)      | 44.6 (1.76)               | 41.0 (1.61)               | 48.4 (1.91)               | 59.0 (2.32)               | 64.6 (2.54)               | 35.1 (1.38)               | 11.1 (0.44)               | 7.1 (0.28)                | 19.2 (0.76)               | 37.5 (1.48)               | 42.1 (1.66)               | 45.7 (1.80)               | 455.4 (17.93)             |
| Số ngày giáng thủy trung bình                | 10.13                     | 9.27                      | 11.90                     | 14.37                     | 15.17                     | 9.30                      | 2.57                      | 2.73                      | 5.13                      | 8.97                      | 8.63                      | 10.40                     | 108.6                     |
| Số giờ nắng trung bình tháng                 | 83.7                      | 104.5                     | 155.0                     | 198.0                     | 248.0                     | 303.0                     | 356.5                     | 353.4                     | 282.0                     | 195.3                     | 129.0                     | 74.4                      | 2.482,8                   |
| Số giờ nắng trung bình ngày                  | 2.7                       | 3.7                       | 5.0                       | 6.6                       | 8.0                       | 10.1                      | 11.5                      | 11.4                      | 9.4                       | 6.3                       | 4.3                       | 2.4                       | 6.8                       |
| Nguồn: Cơ quan Khí tượng Nhà nước Thổ Nhĩ Kỳ |                           |                           |                           |                           |                           |                           |                           |                           |                           |                           |                           |                           |                           |

## Thành phố kết nghĩa
Sivas kết nghĩa với:
- Grozny, Nga
- Gradačac, Bosnia và Herzegovina
- Adama, Ethiopia
- Baku, Azerbaijan
- Alicante, Tây Ban Nha
- Clermont-Ferrand, Pháp[2][3]